# Condado de Pozo Ancho del Rey
El condado de Pozo Ancho del Rey es un título nobiliario español creado por el rey Alfonso XIII el 23 de enero de 1917, a favor de Alonso Coello de Portugal y Contreras, en referencia al antiguo «Señorío de Pozo Ancho» que su padre había tenido sobre el paraje de Pozo Ancho, (Jaén), hasta la abolición de los señoríos en 1837.  

## Denominación
Su denominación hace referencia a la comarca donde se encuentra la estación de ferrocarril (Línea Linares-Los Salidos), de Pozo Ancho, en Sierra Morena, provincia de Jaén, estación que fue inaugurada por el rey Alfonso XIII, en su visita a Sierra Morena.
La estación de ferrocarril de Pozo Ancho tenía mucha importancia económica, ya que gracias a ella se podía transportar el mineral de plomo de la zona, no solo de la mina de Pozo Ancho, sino también de otras muy productivas, como la mina "La Tortilla".
La mina "Pozo Ancho", fue la primera en que se instaló una máquina de vapor para el drenaje del agua de la mina. Su éxito fue tan grande que inmediatamente se instalaron máquinas de vapor en todas las minas de la zona de Linares.

## Condes de Pozo Ancho del Rey
|                           | Titular                                               | Periodo                   |
| Creación por Alfonso XIII | Creación por Alfonso XIII                             | Creación por Alfonso XIII |
| ------------------------- | ----------------------------------------------------- | ------------------------- |
| I                         | Alonso Coello de Portugal y Contreras                 | 1917-1923                 |
| II                        | Fernando Coello de Portugal y Pérez del Pulgar        | 1924-1928                 |
| III                       | Salvador Coello de Portugal y Melgarejo               | 1929-1936                 |
| IV                        | María de la Concepción Coello de Portugal y Melgarejo | 1950-1972                 |
| V                         | Joaquín Lloréns y Coello de Portugal                  | 1972-1982                 |
| VI                        | Joaquín Lloréns y Gómez de las Cortinas               | 1983-2019                 |
| VII                       | María del Carmen Lloréns Aguilera                     | 2021-actual titular       |

## Historia de los condes de Pozo Ancho del Rey
- Alonso Coello de Portugal y Contreras (Jaén, 1831-1923), I conde de Pozo Ancho del Rey,[1] caballero de la Orden de Calatrava y dignidad de Clavero, canciller del Consejo y Tribunal Metropolitano de las órdenes militares, vicepresidente de la Asociación Española de la Orden de Malta, Gran Cruz de Isabel la Católica y decano de los mayordomos del rey. También fue secretario y tesorero de S.A.R. la infanta Isabel de Borbón y Borbón, "La Chata", princesa de Asturias y señor de la Higueruela, de Grañena la Vieja y de la Torre de Buenavista.

Se casó con Mercedes Pérez del Pulgar y Fernández de Córdoba,  hija de Fernando Pérez del Pulgar y Ruiz de Molina, VI marqués del Salar (G.de E.) y conde de Clavijo. Le sucedió su hijo en 1924:
- Fernando Coello de Portugal y Pérez del Pulgar (1857-1928), II conde de Pozo Ancho del Rey.[1]

Contrajo matrimonio con Rafaela Melgarejo y Escario, hija de José Tomás Melgarejo y Musso, VI conde del Valle de San Juan. En 2 de noviembre de 1929 le sucedió su hijo:
- Salvador Coello de Portugal y Melgarejo (1901-1936), III conde de Pozo Ancho del Rey,[1] asesinado en 1936 en Mahón (Menorca). En 15 de febrero de 1950 le sucedió su hermana:[1]

- María de la Concepción Coello de Portugal y Melgarejo (1898-1986), IV condesa de Pozo Ancho del Rey.

Se casó con José Lloréns y Colomer, hijo de Joaquín Lloréns y Fernández de Córdoba. En 15 de abril de 1972 le sucedió su hijo:
- Joaquín Lloréns y Coello de Portugal (1923-1982), V conde de Pozo Ancho del Rey.[1]

Se casó con Blanca Gómez de las Cortinas y Adrada-Vanderwide. En 24 de enero de 1983 le sucedió su hijo:
- Joaquín Lloréns y Gómez de las Cortinas (1952-2019), VI conde de Pozo Ancho del Rey.[1]

Se casó con María del Carmen Aguilera y López de Castilla. Le sucedió su hija:
- María del Carmen LLorens Aguilera, VII condesa de Pozo Ancho del Rey.[1][2]